# Donde estés...
«Donde estés...» es el decimotercer sencillo de la cantante Chenoa,tercero de su cuarto álbum Nada es igual, su videoclip muestra el concierto de Chenoa en la plaza de toros de Mallorca delante de 10 000 personas, en él Chenoa despliega una enorme fuerza vocal, manteniendo siempre una octava más con respecto a estudio y en ocasiones rozando las dos octavas.

## Repercursión del sencillo
El sencillo no tuvo mucha repercusión ya que apenas se le dio promoción pero se usó para promocionar el DVD grabado en la plaza de toros de Mallorca "Contigo donde estés" que se convirtió en oro a las 3 semanas de su lanzamiento, a pesar de ello el videoclip oficial cuenta con más de medio millón visitas en el famoso canal de videos Youtube.